# Hypsicera orientalis
Hypsicera orientalis là một loài tò vò trong họ Ichneumonidae.